# Municipio de Burnt Prairie
El municipio de Burnt Prairie (en inglés: Burnt Prairie Township) es un municipio ubicado en el condado de White en el estado estadounidense de Illinois. En el año 2010 tenía una población de 345 habitantes y una densidad poblacional de 2,46 personas por km².

## Geografía
El municipio de Burnt Prairie se encuentra ubicado en las coordenadas 38°11′45″N 88°12′14″O / 38.19583, -88.20389. Según la Oficina del Censo de los Estados Unidos, el municipio tiene una superficie total de 139.96 km², de la cual 139,93 km² corresponden a tierra firme y (0,02 %) 0,03 km² es agua.

## Demografía
Según el censo de 2010, había 345 personas residiendo en el municipio de Burnt Prairie. La densidad de población era de 2,46 hab./km². De los 345 habitantes, el municipio de Burnt Prairie estaba compuesto por el 98,55 % blancos, el 0,58 % eran amerindios, el 0,29 % eran asiáticos y el 0,58 % eran de una mezcla de razas. Del total de la población el 0,29 % eran hispanos o latinos de cualquier raza.